# إليزابيث بارتليت
إليزابيث بارتليت (بالإنجليزية: Elizabeth Bartlett)‏ هي كاتِبة وشاعرة أمريكية، ولدت في 20 يوليو 1911، وتوفيت في 12 أغسطس 1994.